# Suore missionarie di Nostra Signora del Santo Rosario
Le Suore Missionarie di Nostra Signora del Santo Rosario (in inglese Missionary Sisters of Our Lady of The Holy Rosary) sono un istituto religioso femminile di diritto pontificio: le suore di questa congregazione pospongono al loro nome la sigla M.S.H.R.

## Storia
La congregazione fu fondata dal vescovo spiritano Joseph Ignatius Shanahan (1871-1943), vicario apostolico della Nigeria del Sud, per far fronte ai bisogni della sua missione: grazie all'appoggio di Patrick Finegan, vescovo di Kilmore, il 7 marzo 1924 diede inizio a Killeshandra alla nuova congregazione missionaria.
Le prime aspiranti furono iniziate alla vita religiosa dalle domenicane di Cabra, mentre gli spiritani fornirono alle suore direttori spirituali e cappellani.
Dalla Nigeria, le suore estesero il loro campo d'azione ad altri paesi africani e poi all'Inghilterra, al Brasile e agli Stati Uniti. Dopo gli sconvolgimenti politici del 1966, le suore dovettero abbandonare le loro numerose case in Nigeria e vennero sostituite dalle suore delle congregazioni indigene che avevano contribuito a formare.
L'istituto ricevette il pontificio decreto di lode l'8 gennaio 1938 e le sue costituzioni furono approvate definitivamente dalla Santa Sede il 22 ottobre 1945.

## Attività e diffusione
Le suore lavorano essenzialmente in terra di missione e si dedicano a varie forme di apostolato, secondo le necessità locali (istruzione, formazione religiosa, opere sociali, assistenza medica).
Sono presenti in Irlanda, nel Regno Unito e in alcuni paesi americani (Brasile, Messico, Stati Uniti d'America) e africani (Camerun, Etiopia, Ghana, Kenya, Liberia, Nigeria, Sierra Leone, Sudafrica, Zambia); la sede generalizia è a Blackrock, presso Dublino.
Alla fine del 2008 la congregazione contava 390 religiose in 75 case.